# Марфополь
Марфополь (укр. Марфопіль) — село в Гуляйпольской городской общине Пологовского района Запорожской области Украины.

## Географическое положение
Село Марфополь находится на берегу реки Гайчул, на расстоянии в 31 км от райцентра, и в 3,5 км от центра общины.
По селу протекает пересыхающий ручей с запрудой.

## Общие сведения
Население по переписи 2001 года составляло 294 человека. Почтовый индекс — 70206. Телефонный код — 06145.

## История
Основано в 1811 году как село Шагарово. В 1945 году переименовано в Марфополь.